# Kopalnia soli Turda
Kopalnia soli Turda (rum. Salina Turda, węg. Tordai sóbánya) – kopalnia soli w Rumunii, w okręgu Kluż, w Turdzie. W czasach współczesnych jest użytkowana w celach turystycznych i leczniczych.

## Opis
Kopalnia jest zlokalizowana w północno-wschodniej części Turdy. Średnia miąższość złóż soli w tym miejscu wynosiła 250 metrów. Złoża rozciągają się na obszarze o powierzchni 45 km². Trasa turystyczna obejmuje następujące części: Sala de Apel (pierwotnie miejsce zborne górników przed rozpoczęciem zmiany), Sala Crivacului, Mina Rudolf, Mina Terezia (wysokość ok. 90 metrów) i Mina Iosif. W 2017 roku kopalnię odwiedziło 618 tysięcy turystów, z czego 35% stanowili obcokrajowcy. Uważa się ją za najpopularniejszą atrakcję turystyczną Siedmiogrodu.

## Historia
Pierwsze wzmianki o kopalni pochodzą z 1271 roku. Sól na tych terenach prawdopodobnie wydobywało się od czasów rzymskich, jednak brak na to dowodów archeologicznych. W XVI wieku sól z Turdy trafiała przede wszystkim na rynek węgierski. W Segedynie była także nabywana przez kupców zagranicznych i tym samym eksportowana. Rozkwit działalności kopalni przypadł na okres panowania Habsburgów nad Siedmiogrodem. W tym czasie powstały nowe wyrobiska. Obecny kształt kopalnia zyskała około 1690 roku. Od 1840 roku rozpoczęła się rywalizacja gospodarcza z kopalnią w Ocna Mureș. Kopalnia w Turdzie dysponowała przestarzałą infrastrukturą, co skutkowało niską wydajnością wydobycia. Kopalnię zamknięto ostatecznie w 1932 roku. W trakcie II wojny światowej była używana jako kryjówka. Następnie składowano w niej amunicję. W latach 1950–1992 była dostępna dla zwiedzających, a w jej części magazynowano sery.
W latach 2008–2010 przeprowadzono pełną adaptację kopalni do celów turystycznych, muzealnych i leczniczych.

## Galeria

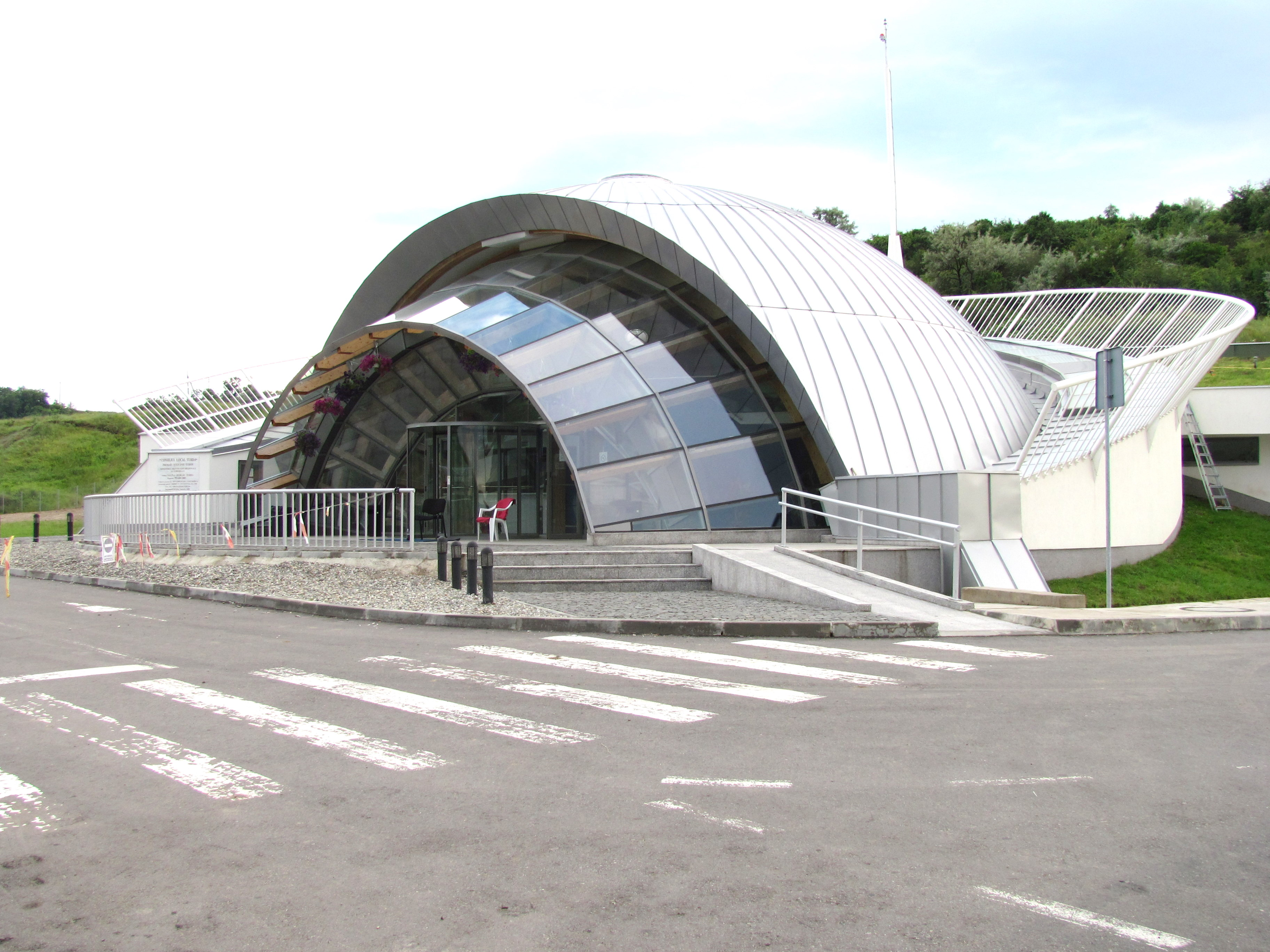
Nowe wejście
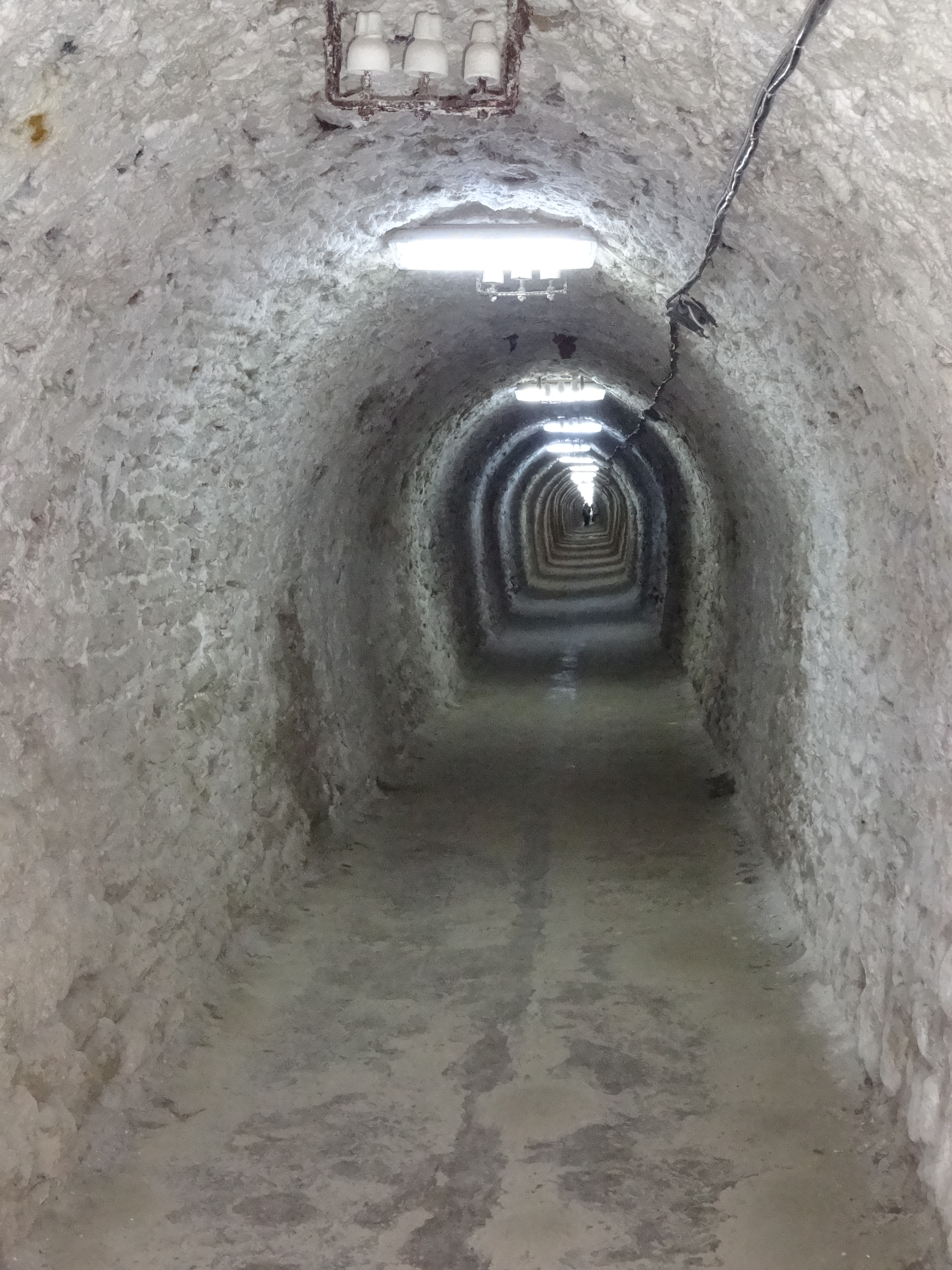
Stare wejście
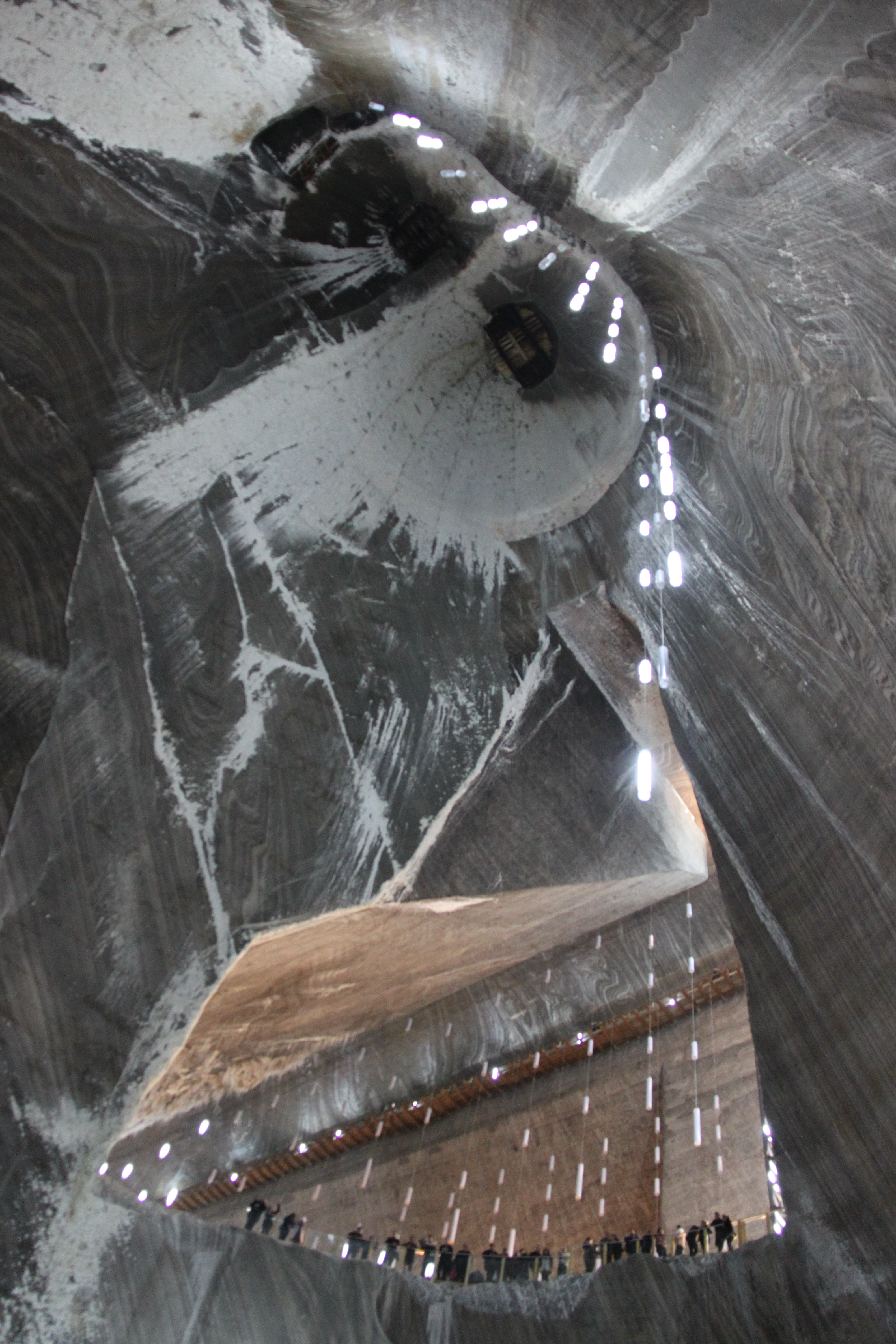
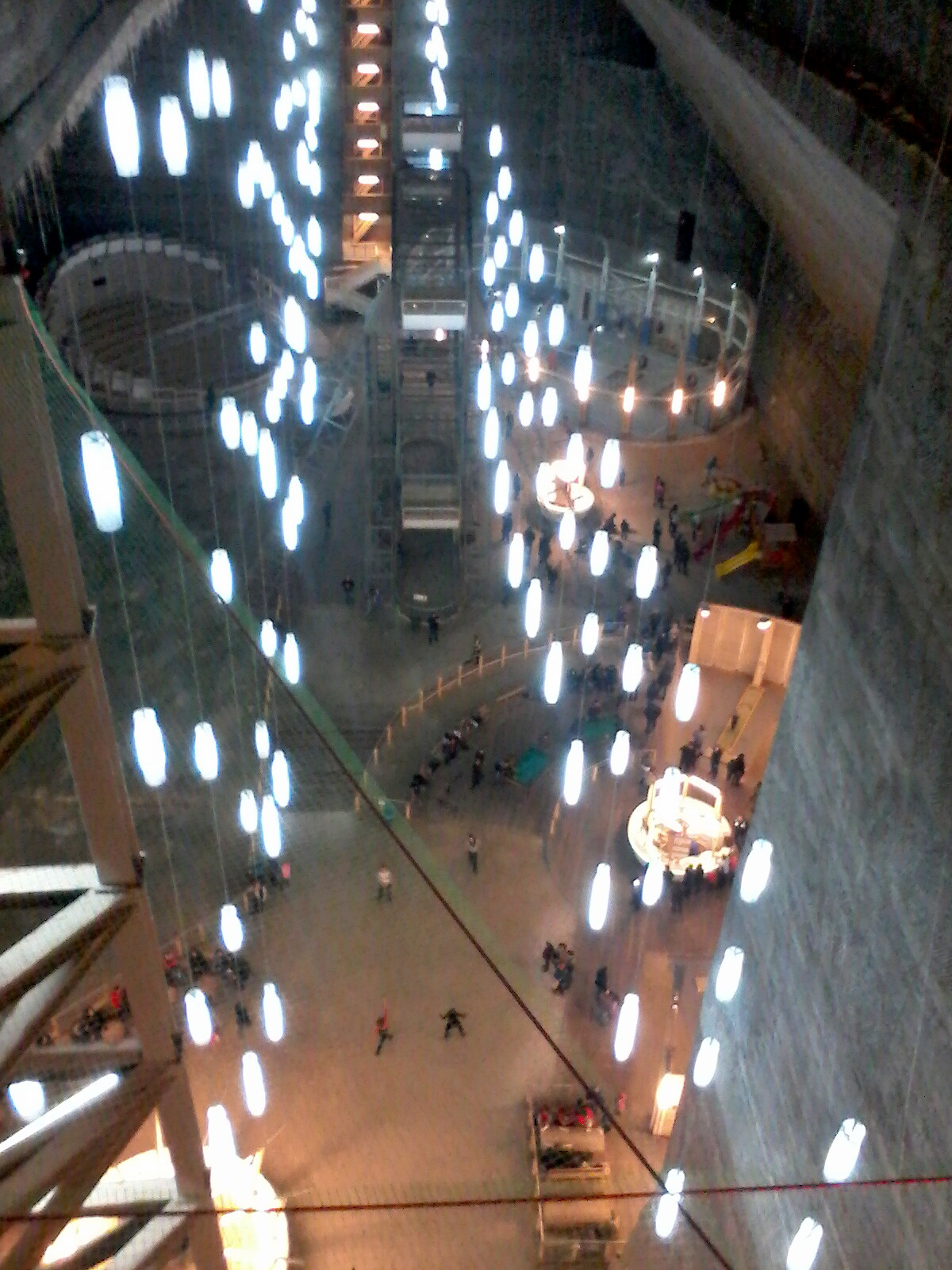
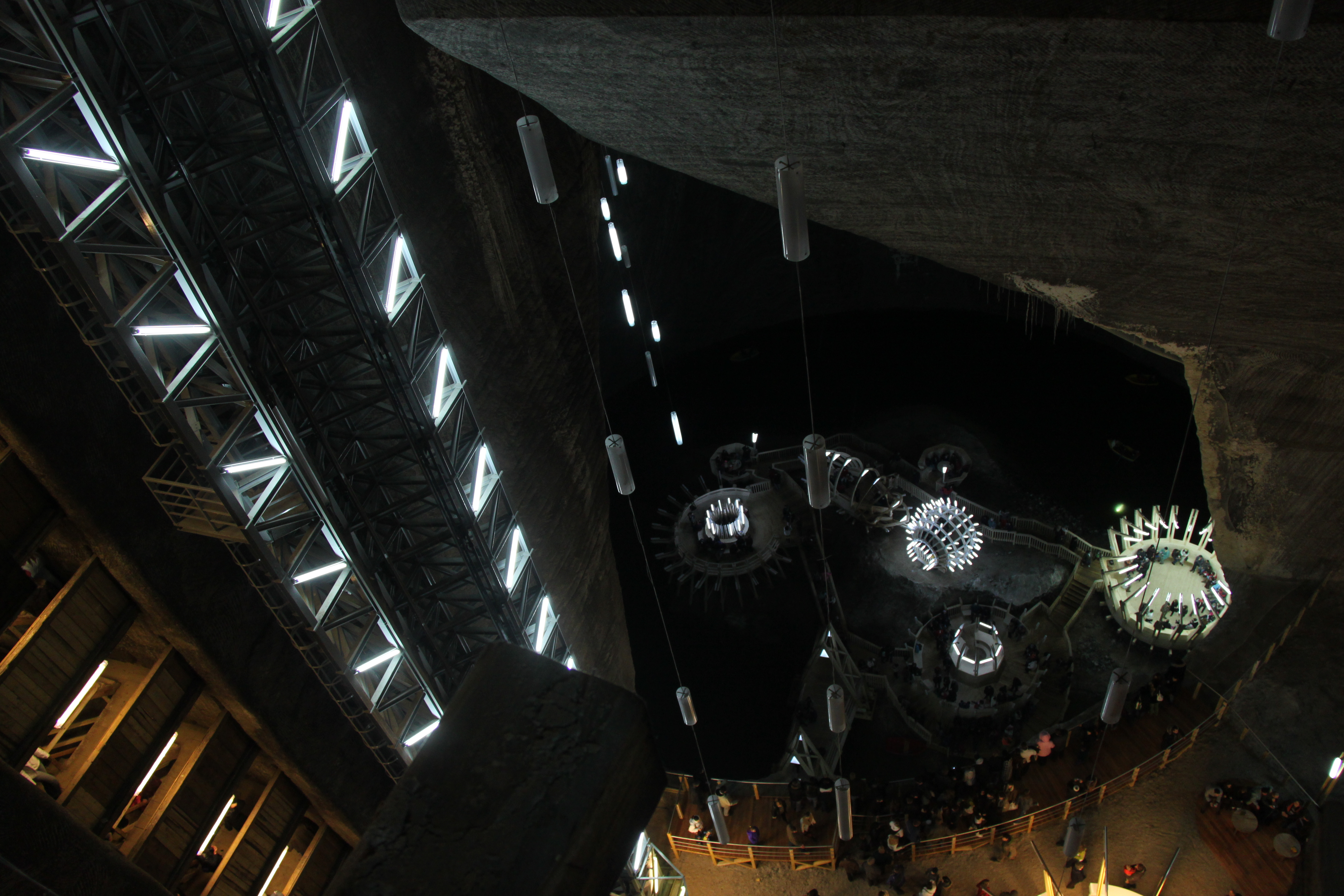
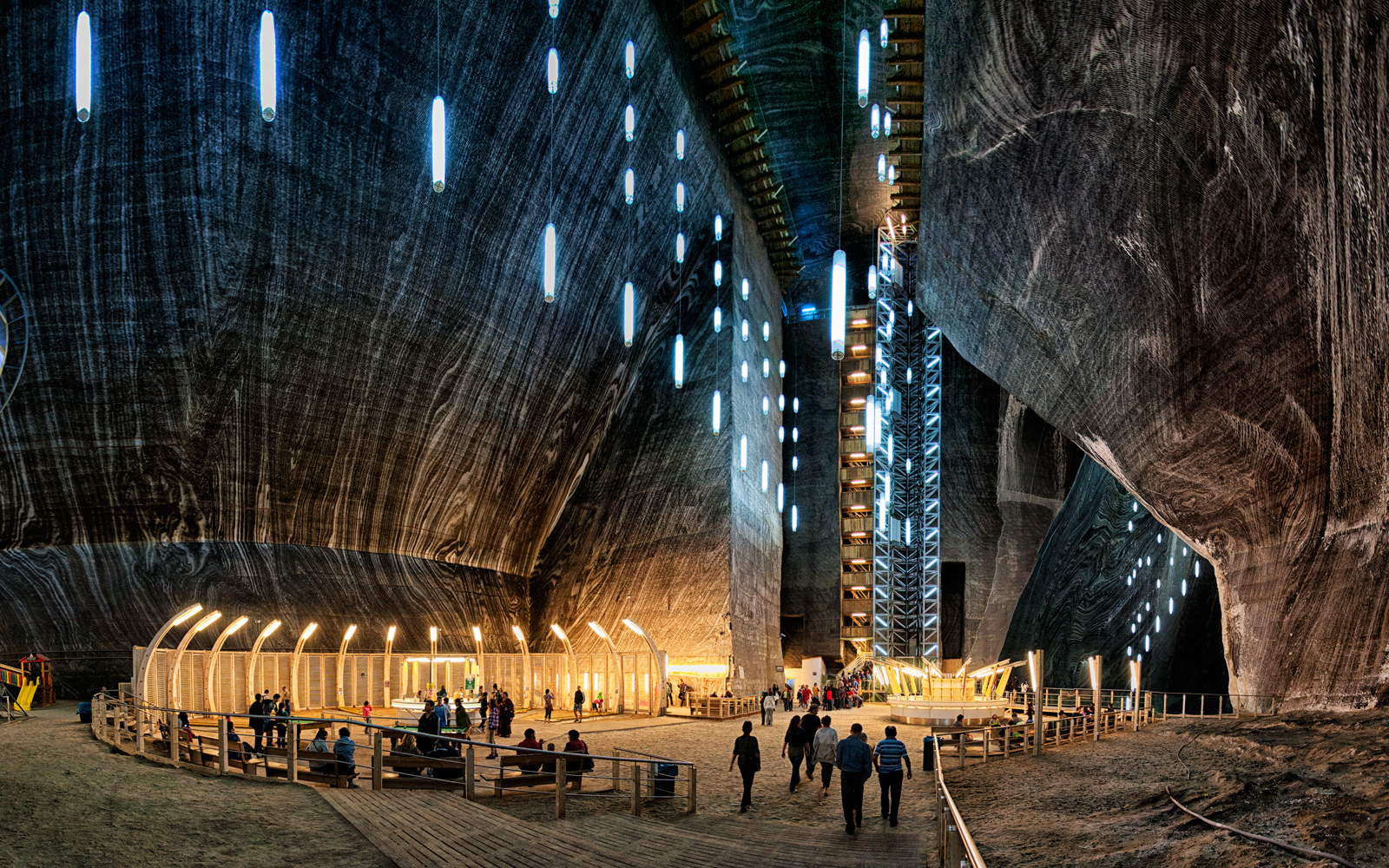
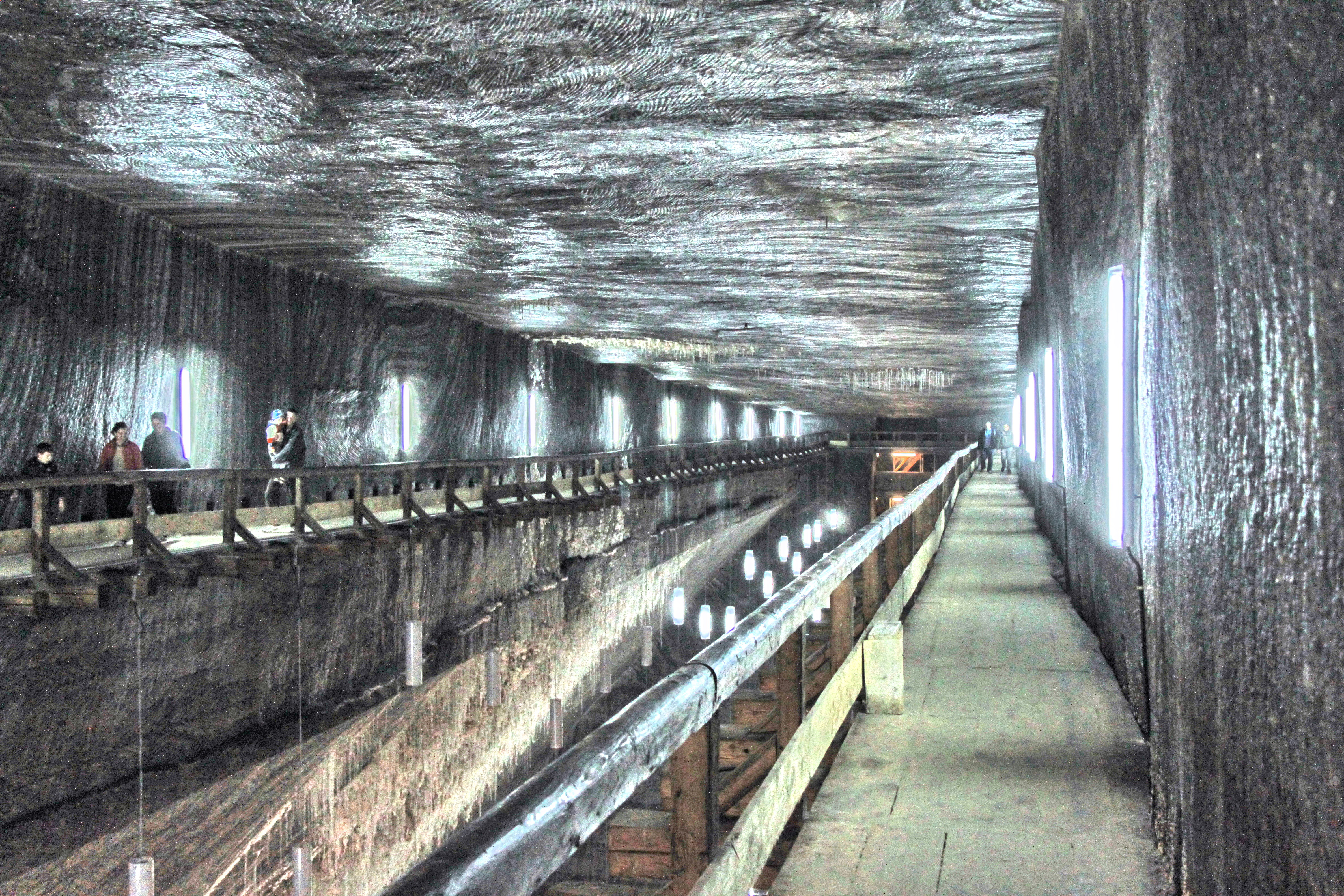